# Alexandre le Bienheureux
Pour les articles homonymes, voir Bienheureux (homonymie).
Pour plus de détails, voir Fiche technique et Distribution.
Alexandre le Bienheureux est un film français réalisé par Yves Robert et sorti en 1968.

## Synopsis
Alexandre, homme bon vivant et nonchalant, est cultivateur dans une ferme française de la Beauce. Cependant sa vie quotidienne est dirigée par « la Grande », son ambitieuse mais tyrannique épouse, qui l'épuise en lui imposant chaque jour une liste de travaux démesurée et qui ne veut pas de chien pour Alexandre. En se fâchant, il fini tout de même à avoir un chien.
Devenu brutalement veuf, il éprouve un grand soulagement et se sent libéré de son labeur : il décide de s'accorder un repos qu'il juge mérité, afin de prendre le temps de savourer la vie. Son comportement sème rapidement le trouble dans le petit village par l'exemple qu'il donne, et une partie des habitants décide de le forcer à reprendre le travail. Mais ils échouent, et Alexandre commence à faire des émules,,.
Un jour ils enlèvent son chien pour faire lever Alexandre. Ce qu'il fait. Alexandre promet de se lever à nouveau, pour aller pêcher, jouer au billard, lorsqu'il aura retrouvé son chien. Il retrouve son chien et s'exécute. Sous son influence certains du village prennent aussi du bon temps.
Il se rapproche d'Agathe Bordeaux, qui elle aussi aime se reposer. Agathe apprend qu'il possède beaucoup de terre. Alexandre et Agathe vont se marier. Quand Alexandre voit qu'Agathe commence à se comporter comme son ex-femme, il décide de refuser le mariage. S'ensuit une course poursuite à la sortie de l'église. Il part avec son chien. A la question « Alexandre ! Où vas tu ? », il répond « Je vais voir ». Ils concluent par « Tu nous raconteras ».

## Fiche technique
- Titre : Alexandre le Bienheureux
- Réalisateur : Yves Robert
- Scénario, adaptation : Yves Robert, Pierre Lévy-Corti, d'après une nouvelle d'Yves Robert
- Assistant réalisateur : Philippe Lefebvre et Xavier Gélin
- Directeur de la photographie : René Mathelin
- Montage : Andrée Werlin
- Dialogues : Yves Robert
- Musique : Vladimir Cosma[4]
- Chanson : Le Ciel, la Terre et l'Eau (paroles de Francis Lemarque, musique de Vladimir Cosma, interprétée par Isabelle Aubret)
- Générique : Jean Fouchet F.L
- Année : 1968
- Format : Couleur - 35mm - 1,85:1
- Durée : 100 minutes
- Production : La Guéville ; Madeleine Films ; Films de la Colombe
- Genre : Comédie
- Date de sortie[5] :
  -  France : 9 février 1968
- Pays :  France

## Distribution
- Philippe Noiret : Alexandre Gartempe[4]
- Françoise Brion : la Grande[1]
- Marlène Jobert : Agathe Bordeaux[4]
- Paul Le Person : Sanguin, père de famille nombreuse
- Tsilla Chelton : Mme Bouillot, l'épicière
- Léonce Corne : Lamendin
- Pierre Richard : Colibert[4]
- Jean Saudray : Pinton
- Pierre Barnley : le curé
- Marcel Bernier : Malicorne
- Bernard Charlan : le maire
- Madeleine Damien : Mme Boisseau
- Pierre Maguelon : Verglandier
- Marie Marc : la mère de la Grande
- François Vibert : le beau-père d'Alexandre
- Jean Carmet : la Fringale
- Kaly : le chien
- Antoinette Moya : Mme Sanguin
- Marc Dudicourt : Monsieur Tondeur, le candidat au jeu télé
- Pierre Bellemare : lui-même[6]

## Accueil
Lors de sa sortie en février 1968, le film est un succès, 2,2 millions d'entrées. Les critiques sont généralement bonnes, jugeant le film sympathique, vaguement anarchiste, pas intellectuel, et soulignant la qualité des interprètes. Jean de Baroncelli conclut sa critique cinématographique, à la sortie du film, par cette recommandation : « Demain, plutôt que de travailler, allez donc passer deux heures en compagnie d'Alexandre le bienheureux. ».

## Autour du film
- Philippe Noiret, à 36 ans, incarne son deuxième rôle principal au cinéma, après La Pointe courte d'Agnès Varda en 1955 et des années de seconds rôles[4].
- Il s'agit du véritable premier rôle au cinéma pour Pierre Richard, qui va collaborer ensuite plusieurs fois avec Yves Robert, réalisateur du film[4].
- La campagne autour des villages d'Alluyes et de Dangeau, en Eure-et-Loir, accueillit le tournage du film en septembre 1967[7]. La ferme d'Alexandre est la ferme de la Contrée de Beaudoin le long du Loir à Alluyes[8].
- Le film sort pendant les J.O. d'hiver 1968, à Grenoble[3].
- Les 5 dernières secondes du film sont diffusées pour les passagers dans la scène de l'avion pour New-York, dans le film Le Bal des casse-pieds (1992) du même réalisateur, Yves Robert, avec Jean Rochefort, Miou-Miou et Jean Yanne.
- La gouache originale de l'affiche, par Raymond Savignac, devenue la propriété de Noiret, est venue aux enchères en 2025 pour 7 500 euros[9].